# Черненцин-Глувни
Черненцин-Глувни (пол. Czernięcin Główny) — село в Польщі, у гміні Туробин Білгорайського повіту Люблінського воєводства.
Населення — 610 осіб (2011).
У 1975-1998 роках село належало до Замойського воєводства.

## Демографія
Демографічна структура станом на 31 березня 2011 року:
|          | Загалом | Допрацездатний вік | Працездатний вік | Постпрацездатний вік |
| -------- | ------- | ------------------ | ---------------- | -------------------- |
| Чоловіки | 291     | 53                 | 189              | 49                   |
| Жінки    | 319     | 54                 | 153              | 112                  |
| Разом    | 610     | 107                | 342              | 161                  |